# Peterkův dům
Peterkův dům je secesní čtyřpatrová budova na adrese Praha - Nové Město, Václavské náměstí 12.

## Historie
Na místě měšťanského domu U Černého orla stojí od roku 1899 Peterkův dům. Je to významný objekt z počátku novodobé české architektury. Autorem raně secesního průčelí a vestibulu je Jan Kotěra, architekt a profesor na Uměleckoprůmyslové škole v Praze, budova je jeho první pražskou stavbou. Dispoziční řešení je dílem architekta Viléma Thierhiera, na výzdobě fasády se podíleli sochaři Jan Pekárek a Stanislav Sucharda. Jan Pekárek na štukové výzdobě, Stanislav Sucharda na sochařské výzdobě. Dům byl v době svého vzniku jedním z prvních ukázek secesní architektury a stal se předmětem ostré kritiky. Už v roce 1900 měla v budově sídlo Lidová banka a další společnosti. V době přestavby jeden z bytů obýval bankéř Peterka, od jeho jména je odvozen název domu. Reprezentační prostory jeho bytu zůstaly zachovány, jsou pozoruhodné stejně jako ostatní prostory předního traktu. Pro vnitřní výzdobu také vznikl triptych malíře Jana Preislera s názvem Jaro. Madona nad vstupem do domu je dílem Stanislava Suchardy.

## Popis
Dům je řadový tříosý, objekt je postaven na rozlehlé parcele, která se zadní stranou blíží k pozemku, který patří ke kostelu Panny Marie Sněžné. Na hlavní budovu navazuje po levé straně třípatrové dvorní křídlo. Dvorní průčelí je secesní, je jednotně členěno, pásování spodní části přechází i na ohradní zeď dvora. Hlavní budova je tříosá, střední osa je vyklenutá a ve čtvrtém patře vrcholí balkonem. Budova je rozvržena na dvoupodlažní prostor obchodního přízemí a tři patra, kde jsou byty. V přízemí na straně do náměstí je umístěna široká oválná zasklená arkáda, jejíž šíře byla v době jejího vzniku naprosto nezvyklá a dvě užší postranní oválné arkády také zasklené. V interiérech budovy je řada hodnotných architektonických detailů.
Budova je zařazena do seznamu kulturních památek.

## Detaily výzdoby

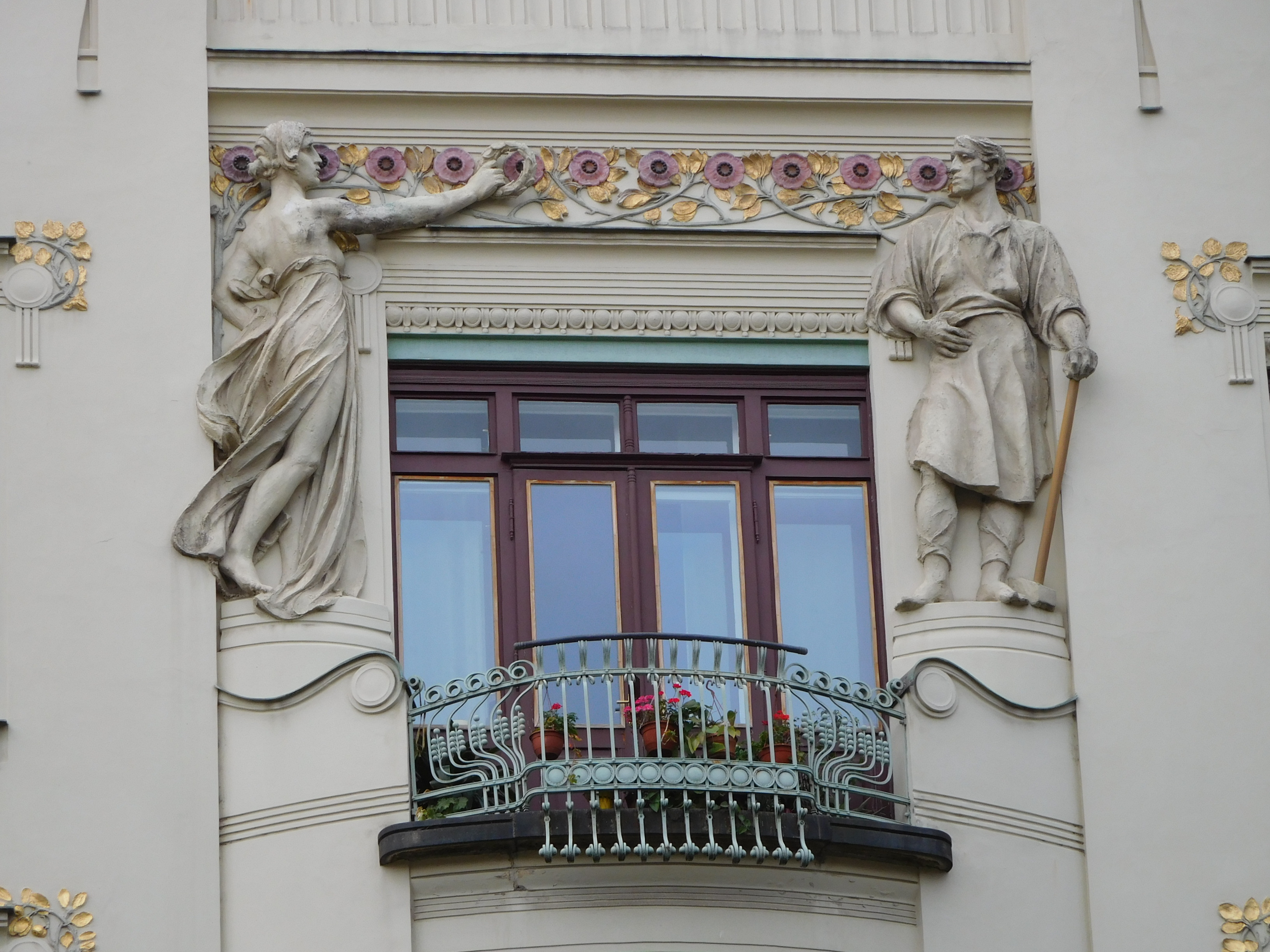
Balkón se sochami
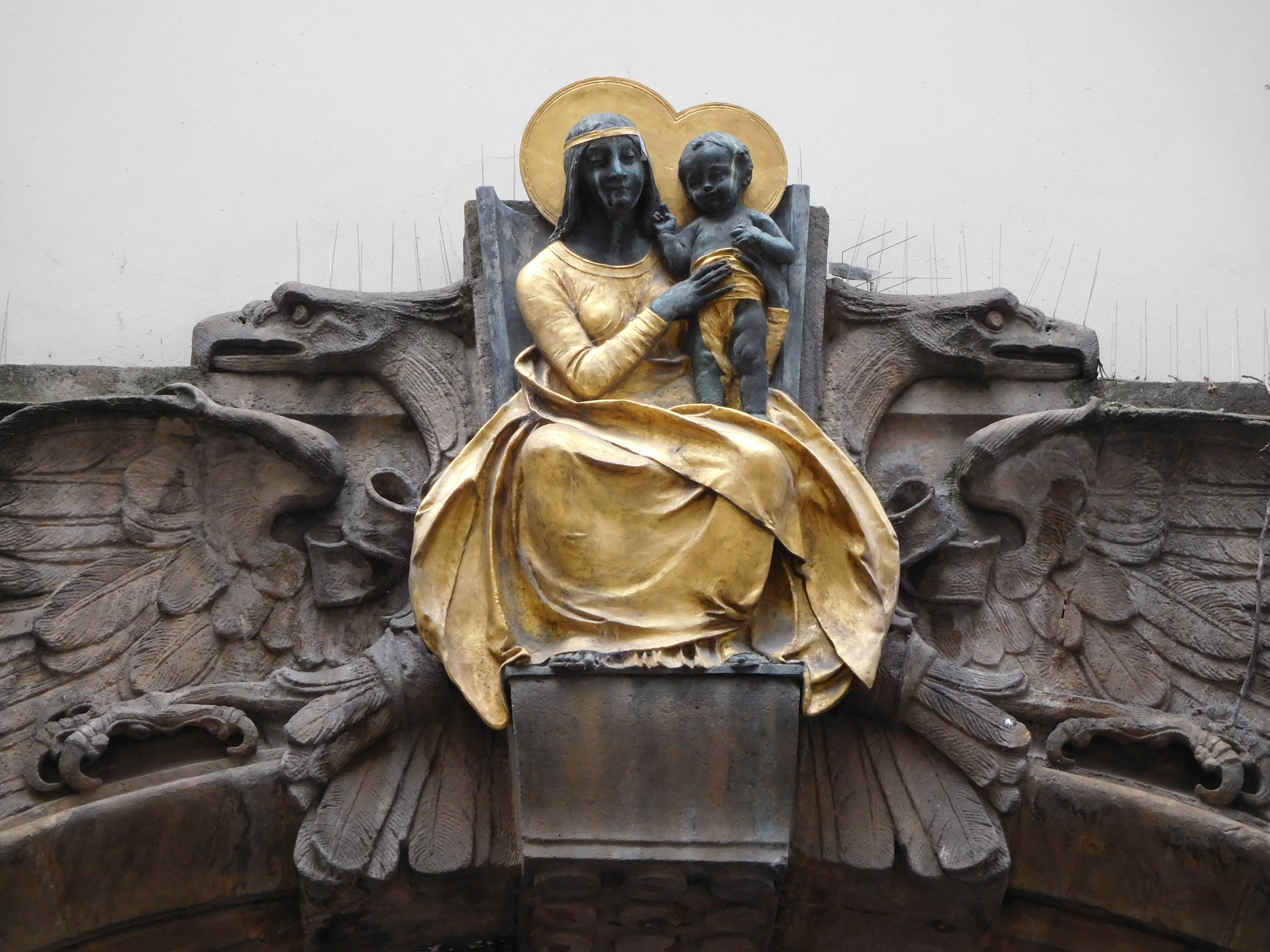
Plastika Černé Matky Boží nad vchodem
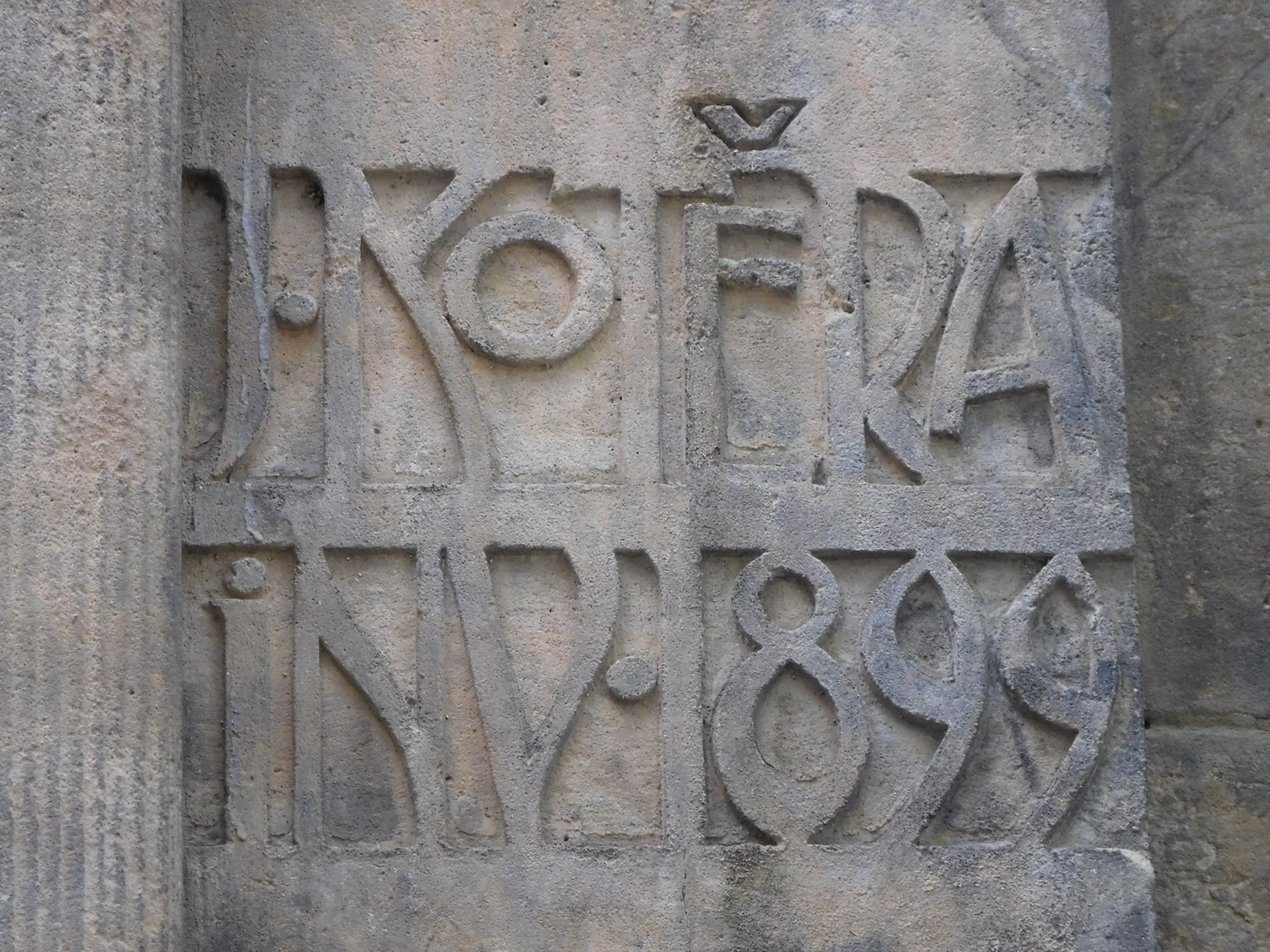
Signatura J. Kotěry
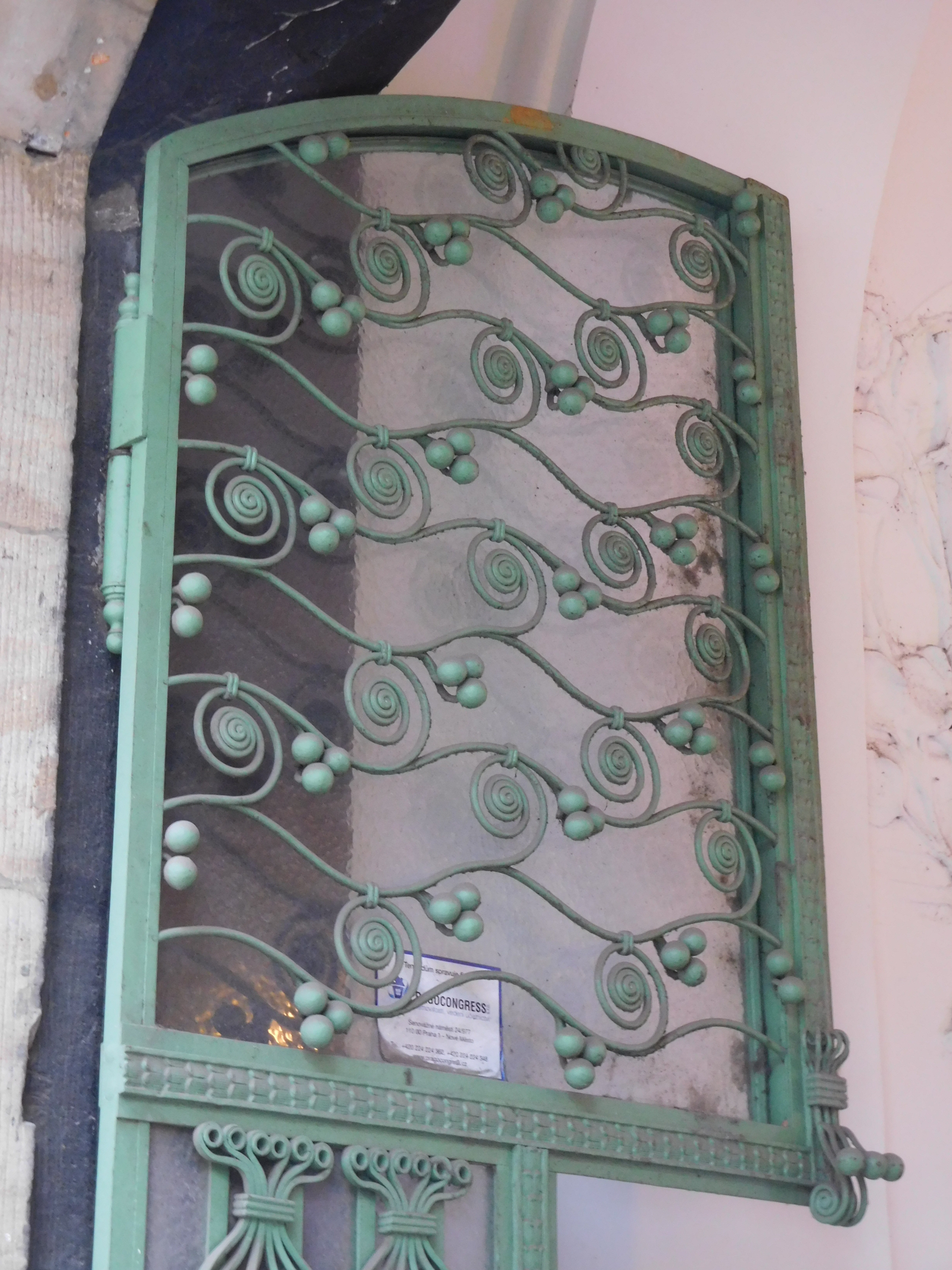
Detail vstupní mříže